# Most Barikádníků

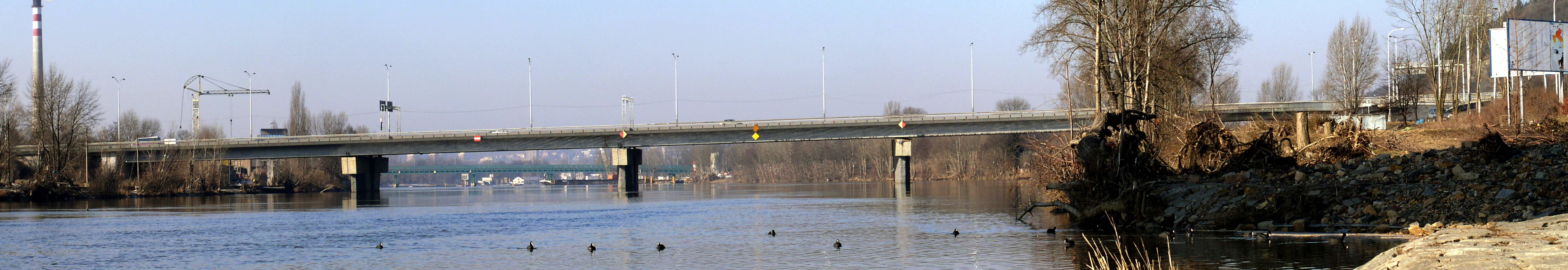
Panorama mostu Barikádníků od řeky z roku 2003

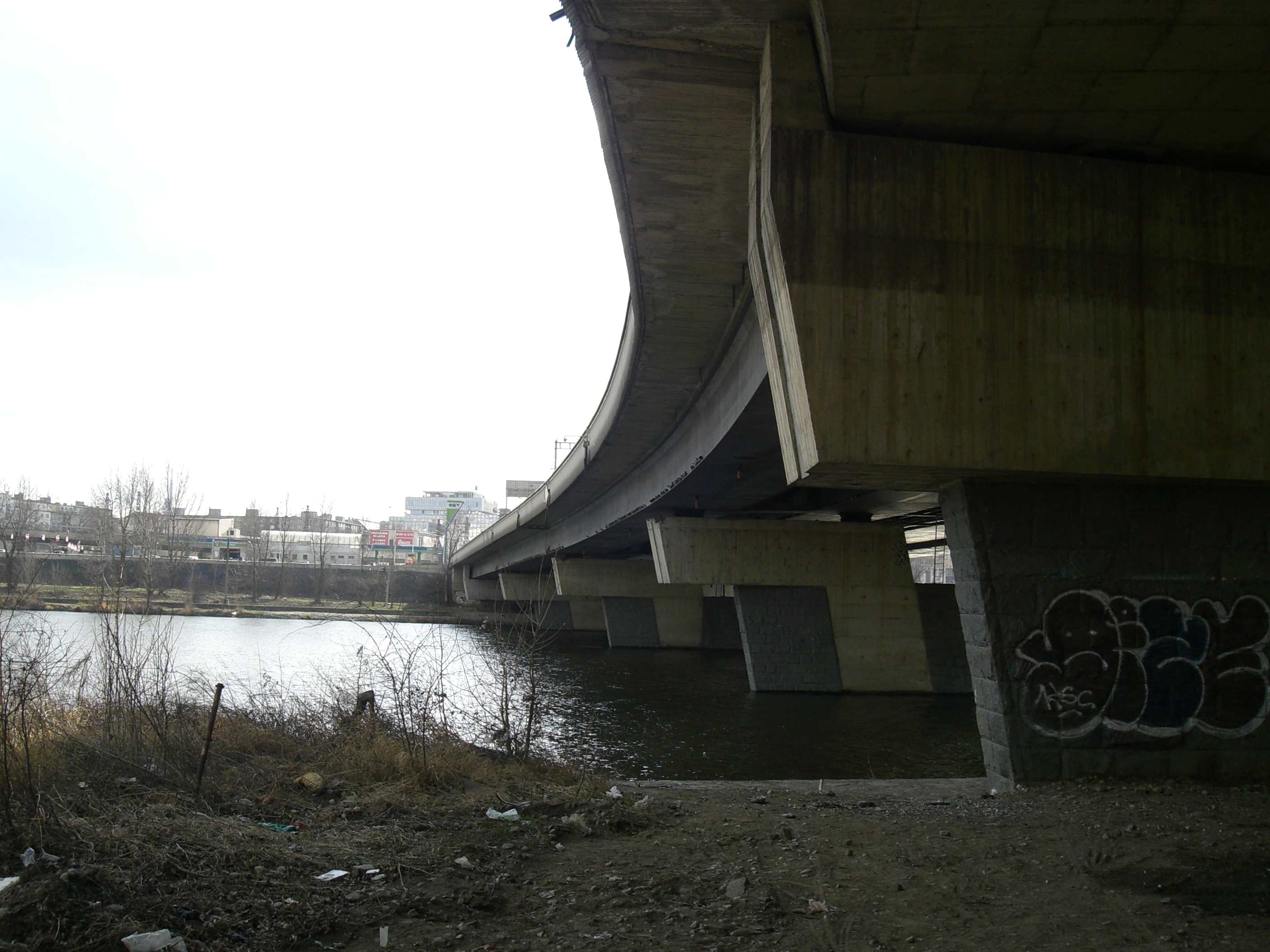
Pohled z podhledu

Most Barikádníků je silniční most v Praze, otevřený v roce 1980, který spojuje Holešovice s Holešovičkami v Libni a tím i s Trojou. Má zásadní význam pro dopravní propojení v severojižním směru. Přivádí do centra Prahy dopravu z dálnice D8 a navazující Prosecké radiály.
Předchůdcem tohoto mostu byl od roku 1928 Trojský most, v roce 1946 přejmenovaný na most Barikádníků. Koncem 70. let, po dobu budování nového mostu, byla doprava vedena několik let po provizorním mostě přezdívaném i v denním tisku „Rámusák“ – jeho mostovka byla tvořená dřevěnými prkny a projíždějící vozidla způsobovala značný hluk.

## Původní most
Původní železobetonový most byl postaven v letech 1926–1928. Vyprojektovali jej ak. arch. Josef Chochol a Ing. František Mencl. Most měl čtyři mostní pole s trojkloubovou klenbou (rozpětí činilo u krajních polí 43,5 m a u středních polí 47,2 m plus vysunutí patních kloubů 4,3 a 4,6 m). Se započítáním železobetonových podjezdů na obou stranách činila délka mostu 220,75 m. Most byl 16 m široký. Tramvajová trať spojující přes most Argentinskou ulici s Vychovatelnou v Libni byla uvedena do provozu 17. ledna 1936.
Klenba byla s deskou mostovky spojena systémem podélných a příčných stěn. Nedostatečně však bylo vyřešeno odvodnění vzniklých dutin uvnitř konstrukce. V době hospodářské krize se navíc do dutin mostu uchylovali bezdomovci, kteří odnášeli odvodňovací roury.
Skokem z mostu do Vltavy ukončil svůj život český architekt Bedřich Feuerstein. Ač se ho povedlo vytáhnout a odvézt do nemocnice Bulovka, z bezvědomí se již ale neprobral a 10. května 1936 zemřel.
Most původně nesl název Trojský most (německy Troja Brücke), v roce 1946 byl na památku bojů v Pražském povstání přejmenován na most Barikádníků. Jeho tehdejší podoba je velmi dobře zadokumentována v českém filmu Němá barikáda z roku 1948, kde se přímo na mostě a v jeho okolí odehrává dlouhá část tohoto snímku.
Most sloužil provozu do roku 1975. Stále rostoucí provoz na původním mostě a zanedbávaná (vlastně takřka žádná) údržba však totiž situaci vyhrotily natolik, že vedle původního mostu muselo být v roce 1970 postaveno vojenské mostní provizorium pro pěší a automobilovou dopravu, na němž byl provoz zahájen 25. srpna téhož roku. Na původním mostě Barikádníků zůstaly pouze tramvaje, ale protože se rekonstrukce stále odkládala došlo brzy k paradoxní situaci, že 19. května 1971 se silniční doprava musela pro havarijní stav mostovky provizorního mostu vrátit zpět na most Barikádníků, kde se však dalo jezdit již jen po tramvajových kolejích. Tento stav trval až do 15. ledna 1975, kdy byl v úseku Plynární - Pelc-Tyrolka - Vychovatelna provoz tramvají dlouhodobě přerušen pro výstavbu mostu nového. Starý most již nevyhovoval i dopravním požadavkům (malá kapacita a nízká niveleta mostu na trojské straně). Tramvajová trať byla zrušena a převedena na Trojský tramvajový most. Bourání mostu provedly Vojenské stavby Praha za spolupráce s mostním praporem Železničního vojska ČSLA. Pracovníci Vojenských staveb provedli navrtání styčných nosných částí železobetonových oblouků pro odstřel a probourání otvorů pro zavěšení jednotlivých dílů. Mostní prapor pak vybudoval nad pilíři ocelovou mostní konstrukci z prvků Bailey Bridge a provedl uchycení bouraných částí mostních oblouků. Po následném předpětí hydraulickými lisy VS provedly odstřel úchytů mostu a přeřezání ocelové výztuže. Mostní oblouky tak zůstaly zavěšeny na příhradové konstrukci. Následně byly jednotlivé části starého mostu spuštěny do lodí (polské vany) a převezeny do vytěžené zaplavené pískovny u Velkých Žernosek, kde byly obdobným způsobem (konstrukce z BB postavená na dvou polských vanách) spuštěny a utopeny v pískovně. Původní pilíře byly odbourány až po hladinu a přestavěny v jímkách.

## Nový most

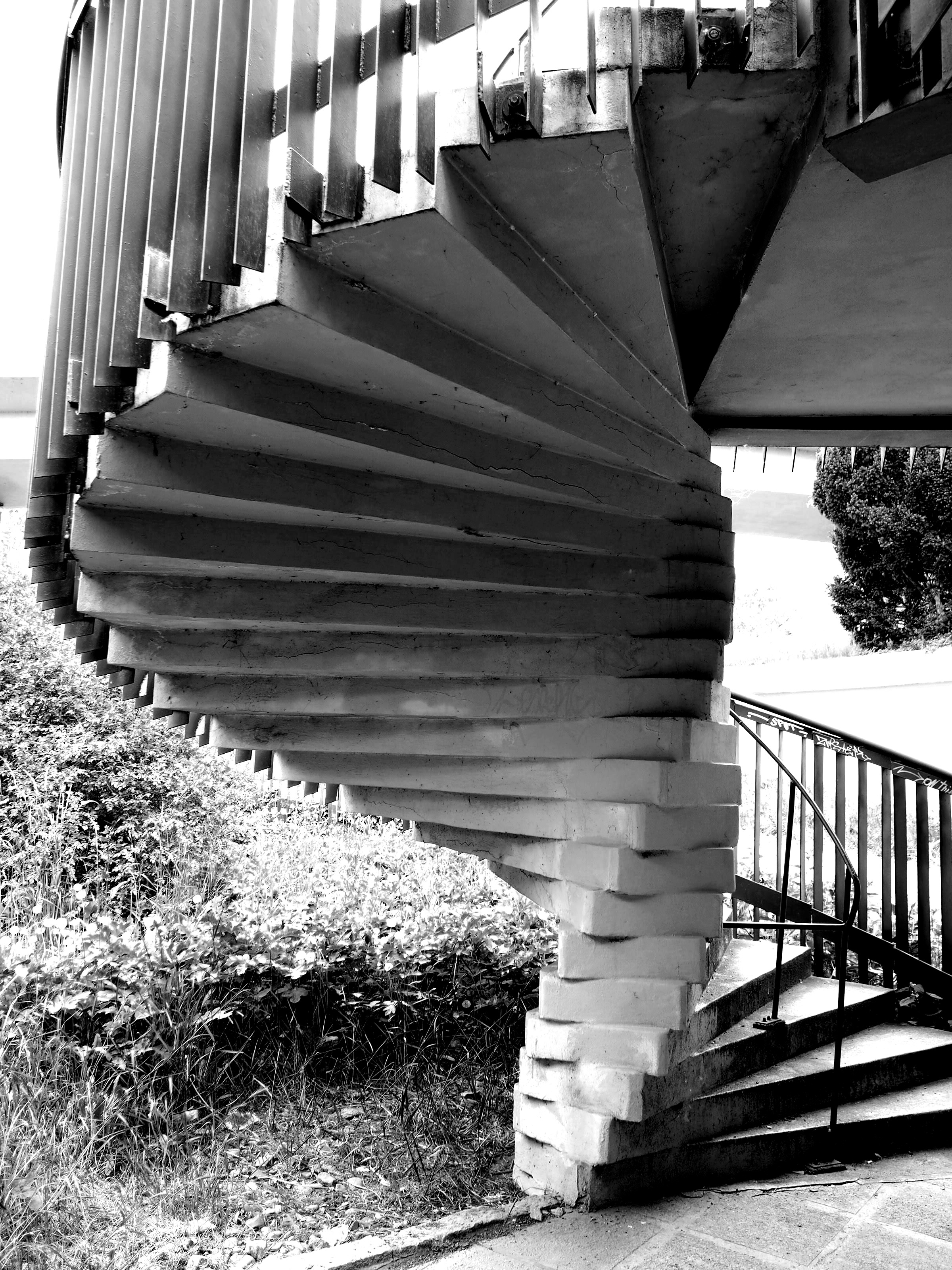
Schody pod mostem

Nový most projektovali Ing. arch. Jiří Trnka a Ing. Petr Dobrovský a byl vyprojektován a postaven v letech 1972–1980. Je to spojitý ocelový nosník s ložisky nad středy starých pilířů. Rozpětí od levého břehu činí 46,40 + 51,10 + 51,75 + 46,40. Na pravém břehu je napojen mimoúrovňový nadjezd, takže skutečná délka nového mostu je 212 m. Šířka je 33,5 m.
Na trojské straně nedaleko mostu Barikádníků ústí na povrch tunel Blanka, jenž je součástí městského okruhu a přivádí automobily z oblasti Letné a Břevnova.

## Most a kultura

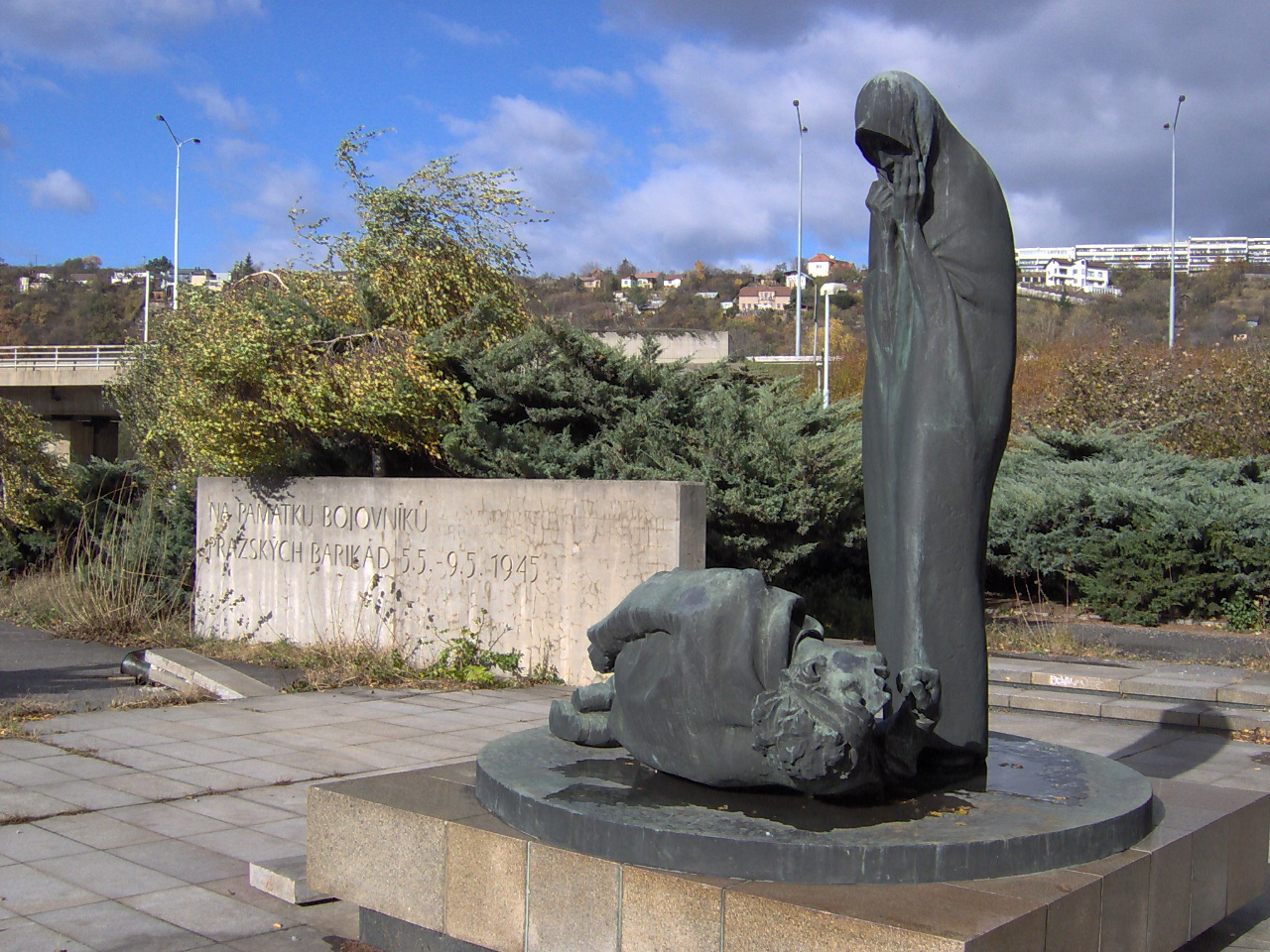
Sousoší oslavující bojovníky na barikádách

- Původní starý železobetonový most vystupuje coby (možná nejdůležitější) neživý objekt také v českém filmu Němá barikáda, natočeném v roce 1948 režisérem Otakarem Vávrou podle stejnojmenné povídkové knihy Jana Drdy .
- Od roku 1990 byla na pilířích mostu umístěna výstava fotografií Aleše Kuneše.

V blízkosti mostu se od roku 1983 nachází pomník bojovníka padlého na pražských barikádách, jehož autorem je Josef Malejovský. Architektonické zpracování vytvořil Josef Polák.